# Conferência dos Serviços de Tradução dos Estados Europeus
A Conferência dos Serviços de Tradução dos Estados Europeus (CST) agrupa os serviços de tradução, de terminologia e/ou de interpretação das administrações centrais dos Estados Europeus. As suas principais atribuições são favorecer as trocas de informação e de experiências nos domínios em que haja interesses comuns; prestar assistência aos membros nos domínios da tradução, interpretação, terminologia e tecnologias linguísticas; estimular a cooperação entre os linguistas na administração pública.

## Um pouco de história
Após duas reuniões preparatórias, uma em 1980, na Haia, Países Baixos, e outra em 1981, em Berna, Suíça, a Conferência foi criada em outubro de 1982 com a adoção do regulamento interno. Nesta terceira reunião, que teve lugar em Berna, adquiriu a designação “Conferência dos Serviços de Tradução dos Estados da Europa Ocidental”. Após a adesão de novos Estados, foi denominada “Conferência dos Serviços de Tradução dos Estados Europeus” por decisão tomada na reunião da Assembleia em Estocolmo, em setembro de 1992. A composição e a organização da Conferência são definidas pelo regulamento interno. Este último, que foi alterado em 2008; prevê, nomeadamente, a reunião de dois em dois anos da Assembleia da Conferência, assim como uma presidência rotativa. As línguas de trabalho da Conferência são o Alemão, o Inglês e o Francês.
| Mandato   | Presidência assegurada por:                                                                         | Data, local da Assembleia          |
| --------- | --------------------------------------------------------------------------------------------------- | ---------------------------------- |
| 1979–1981 | Serviço Central de Línguas da Chancelaria Federal                                                   | Berna, 25 e 26 junho 1981          |
| 1981–1982 | Serviço Central de Línguas da Chancelaria Federal                                                   | Berna, 18 e 19 outubro 1982        |
| 1983–1984 | Serviço de Línguas do Ministério das Relações Exteriores                                            | Bona, 29 e 30 outubro 1984         |
| 1985–1986 | Serviço de Línguas do Ministério dos Negócios Estrangeiros e da Commonwealth                        | Londres, 25 e 26 setembro 1986     |
| 1987–1988 | Serviço de Línguas do Senado. Vide Parlamento Federal da Bélgica                                    | Bruxelas, 23 e 24 setembro 1988    |
| 1989–1990 | Secção italiana do Serviço Central de Línguas da Chancelaria Federal                                | Montreux, 27 e 28 setembro 1990    |
| 1991–1992 | Serviço de Línguas do Ministério dos Negócios Estrangeiros                                          | Estocolmo, 15 e 16 setembro 1992   |
| 1993–1994 | Departamento de Tradução do Ministério dos Negócios Estrangeiros e do Desenvolvimento Internacional | Paris, 10 e 11 outubro 1994        |
| 1995–1996 | Serviço de Tradução do Ministério dos Negócios Estrangeiros                                         | Oslo, 23 e 24 setembro 1996        |
| 1997–1998 | Serviço de Línguas do Ministério das Relações Exteriores                                            | Bona, 5 e 6 outubro 1998           |
| 1999–2000 | Ministério Federal da Economia e do Trabalho                                                        | Viena, 9 e 10 outubro 2000         |
| 2001–2002 | Serviço de Línguas do Ministério dos Negócios Estrangeiros                                          | Roma, 23 e 24 setembro 2002        |
| 2003–2004 | Serviço de Línguas do Ministério dos Negócios Estrangeiros                                          | Helsínquia, 13 e 14 setembro 2004  |
| 2005–2006 | Departamento de Tradução do Ministério dos Negócios Estrangeiros                                    | Haia, 9 e 10 outubro 2010          |
| 2007–2008 | Gabinete de Interpretação de Línguas do Ministério de Assuntos Exteriores e da Cooperação           | Madrid, 16 e 17 outubro 2008       |
| 2009–2010 | Gabinete Federal de Línguas / Ministério da Defesa                                                  | Bona, 30 setembro e 1 outubro 2010 |
| 2011–2012 | Centro de Tradução dos Ministérios da Economia e das Finanças                                       | Paris, 18 e 19 outubro 2012        |
| 2013–2014 | Secção de Terminologia do Serviço Central de Línguas da Chancelaria Federal                         | Friburgo, 2 e 3 outubro 2014       |
| 2015–2016 | Serviço de Línguas do Ministério dos Negócios Estrangeiros                                          | Estocolmo, 17 e 18 outubro 2016    |
| 2017–2018 | Departamento de Tradução do Ministério dos Negócios Estrangeiros (previsto)                         |                                    |

## Organização da Conferência

### Composição
A Conferência dos Serviços de Tradução dos Estados Europeus é composta por Serviços membros e Serviços participantes. Os observadores podem participar na reunião da Assembleia a convite da Presidência em exercício.
- Os Serviços Membros
O número de Serviços membros por país não é limitado. Atualmente, 39 Serviços de 16 países diferentes possuem o estatuto de Serviço membro da CST (36 Serviços de Tradução e 3 de Terminologia). O Valsts valodas centrs (Centro Nacional de Línguas da Letónia) e o Eidgenössisches Finanzdepartement, Sprachdienst (Serviço Central de Línguas do Departamento Federal de Finanças da Suíça) aderiram à CST em janeiro de 2015.
- Os Serviços Participantes
Os Serviços participantes podem participar, sem direito de voto, nos trabalhos da CST. Trata-se de Serviços de Tradução, de Terminologia e de Interpretação das administrações centrais de Estados situados fora da Europa e, igualmente, de organizações intergovernamentais, como a Direção-Geral de Tradução da Comissão Europeia. A Conferência conta atualmente com 4 Serviços participantes. Na última reunião da Assembleia, que teve lugar em 2 e 3 de outubro de 2014, em Friburgo (Suíça), a Direção-Geral de Tradução da Comissão Europeia esteve presente na qualidade de Serviço participante.
- Observadores
Os representantes de serviços ou instituições que não são Serviços membros ou participantes podem ser convidados pelo Presidente a assistir a uma reunião de Assembleia, na qualidade de observadores. Na reunião da CST, que se realizou em 18 e 19 de outubro de 2012, em Paris, o Vlada Republike Srbije Kancelarija za evropske integracije (Gabinete de Integração Europeia da República da Sérvia), a Société française de terminologie (Sociedade Francesa de Terminologia), os Zentrale Sprachdienste der Bundeskanzlei (Serviço Central de Línguas do Parlamento da Suíça) e o Sprachdienst Bundesministerium für Arbeit und Soziales (Serviço de Línguas do Ministério Federal Alemão do Trabalho e dos Assuntos Sociais) tinham o estatuto de observador. Os dois últimos tornaram-se Serviços membros em 2013.

SERVIÇOS MEMBROS

0.

| País          | 1. Serviços de Tradução |
| ------------- | --- |
| Alemanha      | Serviço de Línguas do Ministério das Relações Exteriores                                                                                  |
|               | Serviço de Línguas do Ministério Federal das Finanças                                                                                     |
|               | Gabinete Federal de Línguas do Ministério Federal da Defesa                                                                               |
|               | Serviço de Línguas do Ministério Federal do Interior                                                                                      |
|               | Serviço de Línguas do Ministério Federal do Meio Ambiente, Proteção da Natureza e Segurança Nuclear                                       |
|               | Serviço de Línguas do Ministério Federal da Economia e Energia                                                                            |
|               | Serviço de Línguas do Bundestag |
|               | Serviço de Línguas do Ministério Federal do Trabalho e dos Assuntos Sociais                                                               |
| Áustria       | Serviço de Línguas do Ministério do Interior                                                                                              |
| Bélgica       | Serviço de Tradução do Serviço Público Federal dos Negócios Estrangeiros, Comércio Externo e Cooperação para o Desenvolvimento            |
|               | Serviço de Línguas do Senado (vide Parlamento Federal da Bélgica)                                                                         |
| Espanha       | Gabinete de Interpretação de Línguas do Ministério de Assuntos Exteriores e da Cooperação                                                 |
| Finlândia     | Gabinete de Tradução do Ministério dos Negócios Estrangeiros                                                                              |
| França        | Serviço de Tradução do Banco da França |
|               | Direção de Tradução do Centro de Ligações Europeias e Internacionais da Segurança Social do Ministério dos Negócios Estrangeiros - CLEISS |
|               | Departamento de Tradução do Ministério dos Negócios Estrangeiros e do Desenvolvimento Internacional                                       |
|               | Centro de Tradução dos Ministérios da Economia e das Finanças                                                                             |
| Reino Unido   | Serviço de Tradução do Ministério do Ambiente, da Alimentação e dos Assuntos Rurais                                                       |
|               | Serviço de Tradução e Interpretação do Ministério dos Negócios Estrangeiros e da Commonwealth                                             |
| Irlanda       | Serviço de Línguas do Parlamento |
| Islândia      | Centro de Tradução do Ministério dos Negócios Estrangeiros                                                                                |
| Itália        | Gabinete de Tradução e Interpretação do Ministério dos Negócios Estrangeiros                                                              |
| Letônia       | Departamento de Tradução do Parlamento |
|               | Centro Nacional de Línguas |
| Países Baixos | Direção de Tradução do Ministério dos Negócios Estrangeiros                                                                               |
| Portugal      | Área de Tradução do Departamento dos Assuntos Jurídicos do Ministério dos Negócios Estrangeiros                                           |
|               | Direção-Geral da Política de Justiça, Ministério da Justiça                                                                               |
|               | Serviço de Tradução da Procuradoria-Geral da República                                                                                    |
| Suécia        | Serviço de Línguas do Ministério dos Negócios Estrangeiros                                                                                |
| Suíça         | Serviço Central de Línguas do Departamento Federal das Finanças                                                                           |
|               | Secção italiana do Serviço Central de Línguas da Chancelaria Federal                                                                      |
|               | Secção francesa do Serviço Central de Línguas da Chancelaria Federal                                                                      |
|               | Secção alemã do Serviço Central de Línguas da Chancelaria Federal                                                                         |
|               | Serviço de Línguas dos Serviços da Assembleia Federal                                                                                     |
|               | Serviço de Línguas do Departamento Federal dos Negócios Estrangeiros                                                                      |
| Turquia       | Departamento de Tradução do Ministério dos Negócios Estrangeiros                                                                          |

| País    | 2. Serviços de Terminologia                                                                                           |
| ------- | --- |
| França  | Delegação-Geral para a Língua Francesa e para as Línguas de França (DGLFLF) do Ministério da Cultura e da Comunicação |
| Áustria | Centro de Estudos Linguísticos da Universidade de Viena                                                               |
| Suíça   | Secção de Terminologia do Serviço Central de Línguas da Chancelaria Federal                                           |

SERVIÇOS PARTICIPANTES
| País                                                | Serviços Participantes                                                                      |
| --------------------------------------------------- | ------------------------------------------------------------------------------------------- |
| Comissão Europeia                                   | Direção-Geral da Tradução da Comissão Europeia                                              |
| Canadá                                              | Gabinete de Tradução do Ministério de Obras Públicas e de Serviços Governamentais do Canadá |
| Países Baixos                                       | Polícia Nacional dos Países Baixos                                                          |
| Dinamarca · Finlândia · Islândia · Noruega · Suécia | Conselho Nórdico                                                                            |

### Órgãos
- 1. A Assembleia
A Assembleia reúne-se de dois em dois anos em sessão ordinária. É composta por delegados de cada Serviço membro e tem por objeto:
  - Definir as modalidades de cooperação;
  - Adotar as recomendações da Conferência;
  - Determinar a criação e o mandato dos grupos de trabalho;
  - Examinar os relatórios e as propostas submetidas pelos grupos de trabalho e pelos Serviços membros;
  - Examinar o balanço da atividade estabelecido pela Presidência;
  - Eleger a Presidência da Conferência;
  - Tomar quaisquer decisões relativamente à cooperação com outras instituições com objetivos semelhantes.

Pode, igualmente, haver uma sessão extraordinária, a pedido de um terço dos Serviços membros ou por iniciativa da própria Assembleia. As decisões da Assembleia são tomadas com base na dupla maioria de dois terços dos Serviços membros presentes e votantes e dos países por eles representados. Cada Serviço membro dispõe de um único voto. Os membros que se abstêm são considerados não votantes.
- 2. A Presidência
Os Serviços membros presentes na sessão ordinária da Assembleia elegem a nova Presidência para os dois anos seguintes. Para o mandato atual (2015-2016), foi eleito o Eidgenössisches Departement für auswärtige Angelegenheiten, Sprachdienst (Serviço de Línguas do Departamento Federal dos Negócios Estrangeiros). As atribuições da Presidência são:
  - Definir, organizar e dirigir as atividades da Assembleia;
  - Divulgar junto dos Serviços membros e participantes os relatórios realizados pelos 4 grupos de trabalho, assim como as decisões e recomendações da Assembleia;
  - Apresentar no final do mandato um balanço das atividades da Conferência;
  - Convidar ou aceitar convidar representantes de serviços de organizações ou instituições para além dos Serviços membros ou participantes, para assistir, na qualidade de observadores, à Assembleia;
  - Arquivar no website da CST todos os documentos relevantes dos dois anos de Presidência. Até 2006, os arquivos eram guardados pelo Ministerie van Buitenlandse Zaken, Directie Vertalingen, 's- Gravenhage (Direção de Tradução do Ministério dos Negócios Estrangeiros). Desde 2007, são conservados unicamente em formato digital.

### Grupos de trabalho
O essencial da atividade da CST é desenvolvido pelos grupos de trabalho. Os presidentes são designados pelos membros de cada grupo de trabalho. As áreas de atuação destes grupos de trabalho têm evoluído ao longo dos anos. São quatro os grupos de trabalho, a saber:
- Novas Tecnologias
Este grupo de trabalho estuda a evolução do conjunto de ferramentas de auxílio à tradução e pode aconselhar os Serviços membros sobre a respetiva utilização. O grupo realiza regularmente inquéritos sobre a utilização das ferramentas nos diferentes Serviços.
- Regulamento Interno
Este grupo de trabalho examina as evoluções desejáveis do regulamento interno da CST e apresenta propostas à Assembleia, que decide sobre as mesmas. Além disso, ajuda a Presidência a manter atualizada a lista dos Serviços membros da CST.
- Recursos Humanos
O mandato inicial deste grupo de trabalho era estudar os problemas relacionados com a revisão, tendo depois evoluído no sentido de analisar as questões que se prendem com o aperfeiçoamento profissional (garantia da qualidade, formação e qualificação de tradutores e terminólogos, etc.). Desde 1996, as competências deste grupo de trabalho abrangem mais amplamente a gestão dos recursos humanos no domínio da tradução, daí a sua denominação atual.
- Terminologia
Este grupo de trabalho elabora recomendações relativas à terminologia[2][3][4] que são divulgadas junto dos Serviços membros da CST e também no website da Schweizerische Bundeskanzlei (Chancelaria Federal da Suíça). Além disso, trata de projetos terminológicos concretos em função das necessidades dos Serviços membros. Está atualmente em curso um projeto sobre a terminologia do G20.